# Ismail al-Hammadi
Ismail Salem Ismail Saeed al-Hammadi (arabisch إسماعيل سالم إسماعيل سعيد الحمادي, DMG Ismāʿīl Sālim Ismāʿīl Saʿīd al-Ḥammādī; * 1. Juli 1988 in Abu Dhabi) ist ein Fußballspieler aus den Vereinigten Arabischen Emiraten.

## Karriere

### Verein
Seit mindestens der Saison 2007/08 war er Teil der Mannschaft von al-Ahli. Mit diesen wurde er in seiner Zeit hier drei Mal Meister und gewann auch noch vier Mal den Pokal. Zudem stand er mit im Finale der Champions League Saison 2015, unterlag hier aber mit seiner Mannschaft im Rückspiel Guangzhou Evergrande mit 0:1 nach einem 0:0 im Hinspiel. Zur Saison 2020/21 verließ er dann den Klub und schloss sich Khor Fakkan an. Seit der Spielzeit 2023/24 steht er nun beim Emirates Club unter Vertrag.

### Nationalmannschaft
Seinen ersten bekannten Einsatz im Trikot der Nationalmannschaft der Vereinigten Arabischen Emirate hatte er am 23. September 2007 bei einem 1:1 Freundschaftsspiel gegen den Libanon. Nach zwei weiteren Freundschaftsspieleinsätzen bekam er ab Juni 2008 auch Einsätze in der Qualifikation für die Weltmeisterschaft 2010.
Anfang 2009, nahm er dann mit dem Golfpokal 2009 an seinem ersten Turnier teil. Danach kam er auch in der Quali für die Asienmeisterschaft 2011 zum Einsatz. Im nächsten Jahr war er dann auch noch beim Golfpokal 2010 dabei. Anfang 2011 gehörte er dann auch mit zum Kader bei der Endrunde der Asienmeisterschaft, wo er aber mit seiner Mannschaft nur einen Punkt holen konnte. Im Sommer desselben Jahres startete für ihn und sein Team dann auch die Qualifikation für die Weltmeisterschaft 2014, in welcher er nebst einiger Freundschaftsspiele auch zu einigen Einsätzen kam.
Im Sommer 2012 war er auch beim Turnier der Olympischen Spiele 2012 dabei und erreichte mit seiner Mannschaft den fünften Platz, er selbst kam in zwei der drei Gruppenpartien zum Einsatz.
Sein nächstes Turnier war dann wieder der Golfpokal 2013, wo er mit seinem Team am Ende mit 2:1 nach Verlängerung dem Irak obsiegte und er sich mit seiner Mannschaft so den Titel sicherte. Anschließend war er ab Februar des Jahres dann auch in der Qualifikation für die Asienmeisterschaft 2015 dabei. Im nächsten Jahr folgte dann nach einer Vielzahl weiterer Freundschaftsspieleinsätze dann auch der Golfpokal 2014, wo er mit seiner Mannschaft diesmal zumindest das Spiel um den dritten Platz gewann. Nach der erfolgreichen Qualifikation war er auch dann auch wieder im Kader der Asienmeisterschaftsendrunde dabei und kam in allen bis auf einer Partie zum Einsatz. Am Ende erreichte sein Team das Halbfinale und unterlag dort Australien mit 0:2. Am Ende besiegte man noch den Irak und sicherte sich so den dritten Platz bei dem Turnier.
Nach Qualifikationsspielen für die Weltmeisterschaft 2018, folgte dann wieder einmal Einsätze beim Golfpokal für ihn. Bei der Ausgabe 2017, erreichte er mit seinem Team wieder das Finale, unterlag hier jedoch am Ende dem Oman. Im Anschluss an weitere Freundschaftsspieleinsätze, war er bei der Asienmeisterschaft 2019 zum dritten Mal bei einem Turnier dieser Art dabei. Diesmal erreichte er mit seinen Mitspielern wieder das Halbfinale, wo man diesmal Katar mit 0:4 unterlag.
Am Ende seiner Karriere folgte nach einem Freundschaftsspieleinsatz und einem während der Qualifikation für die WM 2022 ein Einsatz im Golfpokal 2019, am 2. Dezember 2019, welcher dann sein letztes Spiel im Trikot der Nationalmannschaft wurde.